# Gerard Koopman (voetballer)
Gerard (Gerrit) Koopman (Deventer, 24 augustus 1933) is een Nederlands voormalig voetballer die als centrale verdediger speelde.
Koopman begon zijn loopbaan bij Go Ahead. Hij maakte zijn debuut op 14 april 1952 in de thuiswedstrijd tegen GVAV (4-2).
Hij speelde tussen 1955 en 1963 in totaal 162 competitiewedstrijden voor N.E.C. waarin hij eenmaal scoorde. Hij bouwde af bij DIO '30.

## Carrièrestatistieken
| Seizoen         | Club            | Land            | Competitie                   | Competitie | Competitie | Beker | Beker | Internationaal | Internationaal | Overig | Overig | Totaal | Totaal |
| Seizoen         | Club            | Land            | Competitie                   | Wed.       | Dlp.       | Wed.  | Dlp.  | Wed.           | Dlp.           | Wed.   | Dlp.   | Wed.   | Dlp.   |
| --------------- | --------------- | --------------- | ---------------------------- | ---------- | ---------- | ----- | ----- | -------------- | -------------- | ------ | ------ | ------ | ------ |
| 1951/52         | Go Ahead        | Nederland       | Eerste klasse A              | 1          | 0          | –     | –     | 0              | 0              | 0      | 0      | 1      | 0      |
| 1952/53         | Go Ahead        | Nederland       | Eerste klasse B              | 26         | 0          | –     | –     | 0              | 0              | 0      | 0      | 26     | 0      |
| 1953/54         | Go Ahead        | Nederland       | Eerste klasse B              | 15         | 0          | –     | –     | 0              | 0              | 0      | 0      | 15     | 0      |
| 1954/55         | Go Ahead        | Nederland       | Eerste klasse B (Afgebroken) | 8          | 0          | –     | –     | 0              | 0              | 0      | 0      | 8      | 0      |
| 1954/55         | Go Ahead        | Nederland       | Eerste klasse A              | 12         | 0          | –     | –     | 0              | 0              | 0      | 0      | 12     | 0      |
| 1955/56         | N.E.C.          | Nederland       | Eerste klasse A              | 22         | 0          | –     | –     | 0              | 0              | 0      | 0      | 22     | 0      |
| 1956/57         | N.E.C.          | Nederland       | Tweede divisie B             | 25         | 0          | 0     | 0     | 0              | 0              | 0      | 0      | 25     | 0      |
| 1957/58         | N.E.C.          | Nederland       | Tweede divisie B             | 22         | 0          | 1     | 0     | 0              | 0              | 0      | 0      | 23     | 0      |
| 1958/59         | N.E.C.          | Nederland       | Tweede divisie B             | 24         | 0          | 4     | 0     | 0              | 0              | 0      | 0      | 28     | 0      |
| 1959/60         | N.E.C.          | Nederland       | Tweede divisie A             | 22         | 0          | –     | –     | 0              | 0              | 0      | 0      | 22     | 0      |
| 1960/61         | N.E.C.          | Nederland       | Tweede divisie               | 21         | 0          | 4     | 0     | 0              | 0              | 1      | 0      | 26     | 0      |
| 1961/62         | N.E.C.          | Nederland       | Tweede divisie               | 19         | 1          | 0     | 0     | 0              | 0              | 2      | 0      | 21     | 1      |
| 1962/63         | N.E.C.          | Nederland       | Tweede divisie A             | 7          | 0          | 1     | 0     | 0              | 0              | 0      | 0      | 8      | 0      |
| Carrière totaal | Carrière totaal | Carrière totaal | Carrière totaal              | 224        | 1          | 10    | 0     | 0              | 0              | 3      | 0      | 237    | 1      |